# Vetrina (mobile)

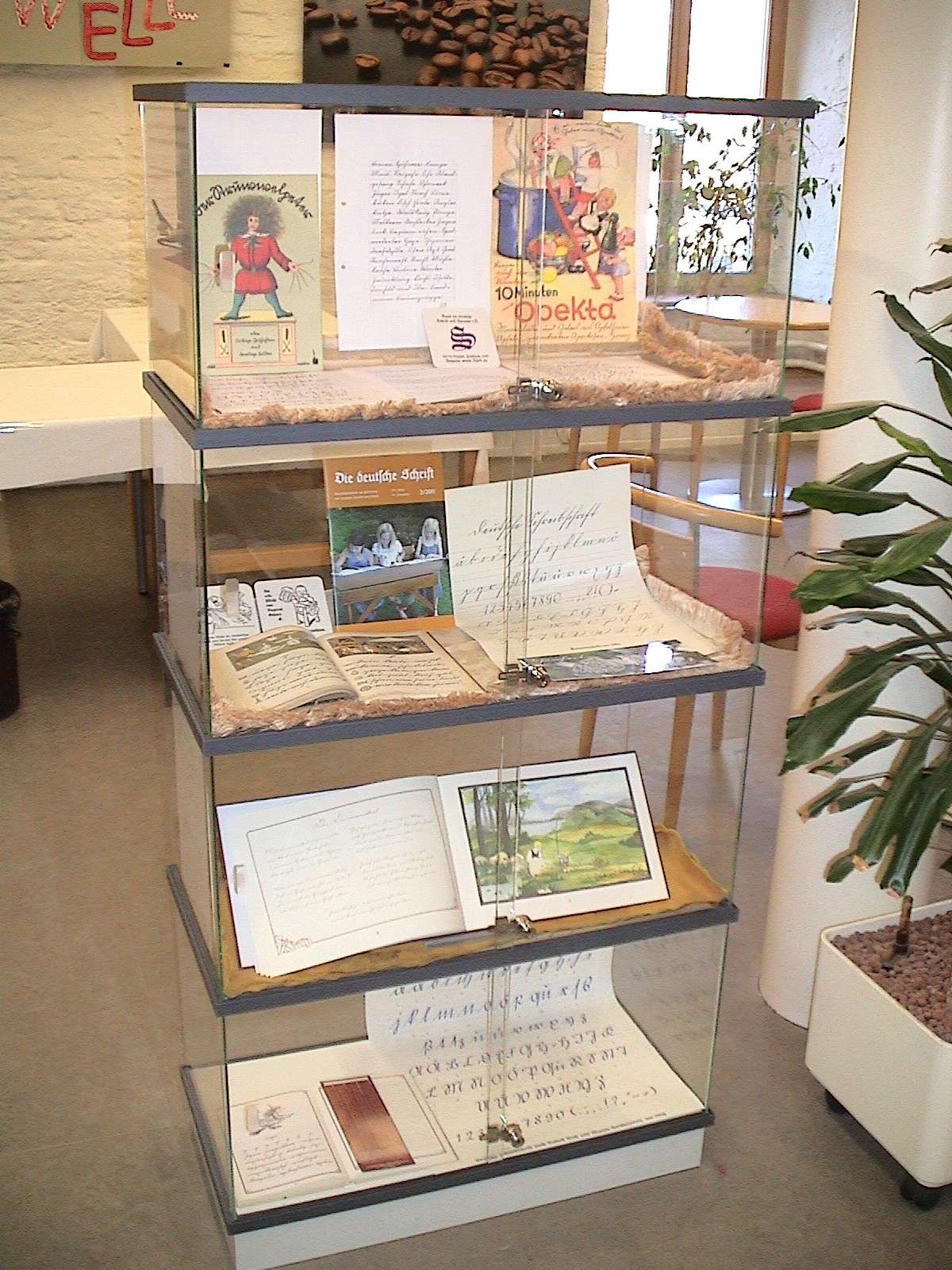
Vetrina in biblioteca

La vetrina (o vetrinetta se di piccole dimensioni) è un mobile, dotato di ante o sportelli, di ampie vetrature e di ripiani in numero variabile, costruito allo scopo di esporre gli oggetti più vari (per tipo, materiale e dimensioni), sulla falsariga della vetrina propriamente detta, presente all'entrata di praticamente tutti i tipi di negozio.
Si utilizza spesso in ambito commerciale, dotata o meno di serrature a chiave per le ante, per mettere in mostra la merce in vendita all'interno del negozio stesso, in particolare nelle gioiellerie. Viene usata anche in luoghi come il museo, nei quali le vetrine assolvono al compito di rendere ordinata e fruibile al pubblico l'esposizione di reperti archeologici o di preziose opere d'arte; contemporaneamente ne proteggono l'integrità, isolandole se necessario da umidità, raggi solari, sbalzi di temperatura ed eventuali malintenzionati.
Il suo impiego principale è comunque in ambito domestico, posizionata in cucina, nei corridoi di casa o facente parte integrante del mobile del soggiorno. Si utilizza solitamente per conservare da polvere e sporcizia servizi di bicchieri, piatti, tazzine da caffè e tazze da tè di un certo pregio. È molto spesso usata come contenitore dai collezionisti, per tenere in ordine libri, fumetti, periodici, riviste, bambole, bottiglie di vino o liquori, reperti militari e archeologici, modellini in scala di auto, aerei, camion e quant'altro si possa collezionare.
Le dimensioni sono variabili: dalle piccole vetrine con diversi ripiani, fissabili ad un muro come un pensile, passando per le vetrine che fungono anche da bancone nei negozi arrivando a veri e propri armadi a più ante per le collezioni ingombranti.
Per quanto riguarda i materiali di costruzione, nel XVIII e XIX secolo e per i notabili del tempo, si utilizzavano legni pregiati e tecniche di costruzione anche raffinate per rendere le vetrine piacevoli alla vista e al tatto, decorandole con fregi, disegni, intarsi e pietre preziose, tanto che alcune di esse sono a loro volta oggetto di collezionismo, dato il loro valore storico ed economico. Per la produzione contemporanea, nella maggior parte dei casi si ricorre ancora a legno di noce, rovere, abete o ciliegio per realizzare la struttura e lastre di vetro temperato e resistente per ripiani, ante o sportelli. In alternativa si usano alluminio, acciaio inossidabile e pannelli multistrato di legno per la struttura e vetro temperato o policarbonato per ante e ripiani; si possono inoltre costruire integralmente in vetro di sicurezza. Si possono anche dotare di ruote per poterle spostare secondo necessità.
Il costo di una vetrina varia da qualche centinaio di euro per le più semplici a diverse migliaia di euro per le più ricercate.